# Barreña
Barreña är en ort i Mexiko.   Den ligger i kommunen Santa María Petapa och delstaten Oaxaca, i den sydöstra delen av landet, 500 km sydost om huvudstaden Mexico City. Barreña ligger 129 meter över havet och antalet invånare är 559.
Terrängen runt Barreña är huvudsakligen platt, men västerut är den kuperad. Runt Barreña är det ganska glesbefolkat, med 23 invånare per kvadratkilometer. Närmaste större samhälle är Matías Romero, 10,4 km sydväst om Barreña. Omgivningarna runt Barreña är en mosaik av jordbruksmark och naturlig växtlighet.